# Ферлон (Охајо)
Ферлон (енгл. Fairlawn) град је у америчкој савезној држави Охајо.

## Демографија
По попису из 2010. године број становника је 7.437, што је 130 (1,8%) становника више него 2000. године.
| Група             | 2000.         | 2010.         |
| Белци             | 6.441 (88,1%) | 6.003 (80,7%) |
| Афроамериканци    | 447 (6,1%)    | 820 (11,0%)   |
| Азијати           | 241 (3,3%)    | 317 (4,3%)    |
| Хиспаноамериканци | 79 (1,1%)     | 168 (2,3%)    |
| Укупно            | 7.307         | 7.437         |